# Tham Pa Ling
Tham Pa Ling hay Tam Pa Ling, nghĩa theo tiếng Lào: ຖ້ ຳ ຜາລິງ là Hang Khỉ, một hang động trên dãy Trường Sơn ở tỉnh Huaphanh vùng Đông Bắc Lào.
Hang nằm trên núi Pa Hang, ở độ cao 1.170 m (3.840 ft) so với mực nước biển, và là một địa điểm khảo cổ quan trọng ở Đông Dương. Ba hóa thạch hominin đã được phát hiện trong hang này là
- TPL1, một hộp sọ của người hiện đại về mặt giải phẫu;
- TPL2, một hàm dưới với đặc điểm cả hiện đại và cổ xưa; và
- TPL3, một phần hàm cũng với đặc điểm cả hiện đại và cổ xưa.

Ba hóa thạch đại diện cho ba cá thể riêng biệt và có niên đại khoảng 70 đến 46 Ka BP (Kilo annum before present: ngàn năm trước).
Những khám phá này đã chỉ ra rằng con người hiện đại có thể đã di cư đến Đông Nam Á vào khoảng 60 Ka BP.

## Vị trí và địa chất
Tham Pa Ling có một cửa mở duy nhất, quay mặt về hướng Nam và đi xuống 65 m (213 ft) đến gian chính của hang.
Nó là một phần của mạng lưới các hang động karst, được hình thành do sự xói mòn các lớp đá vôi được hình thành từ giữa các kỷ Cacbon Thượng và kỷ Permi. Buồng hang chính có kích thước 30 m (98 ft) từ bắc xuống nam và 40 m (130 ft) từ đông sang tây.

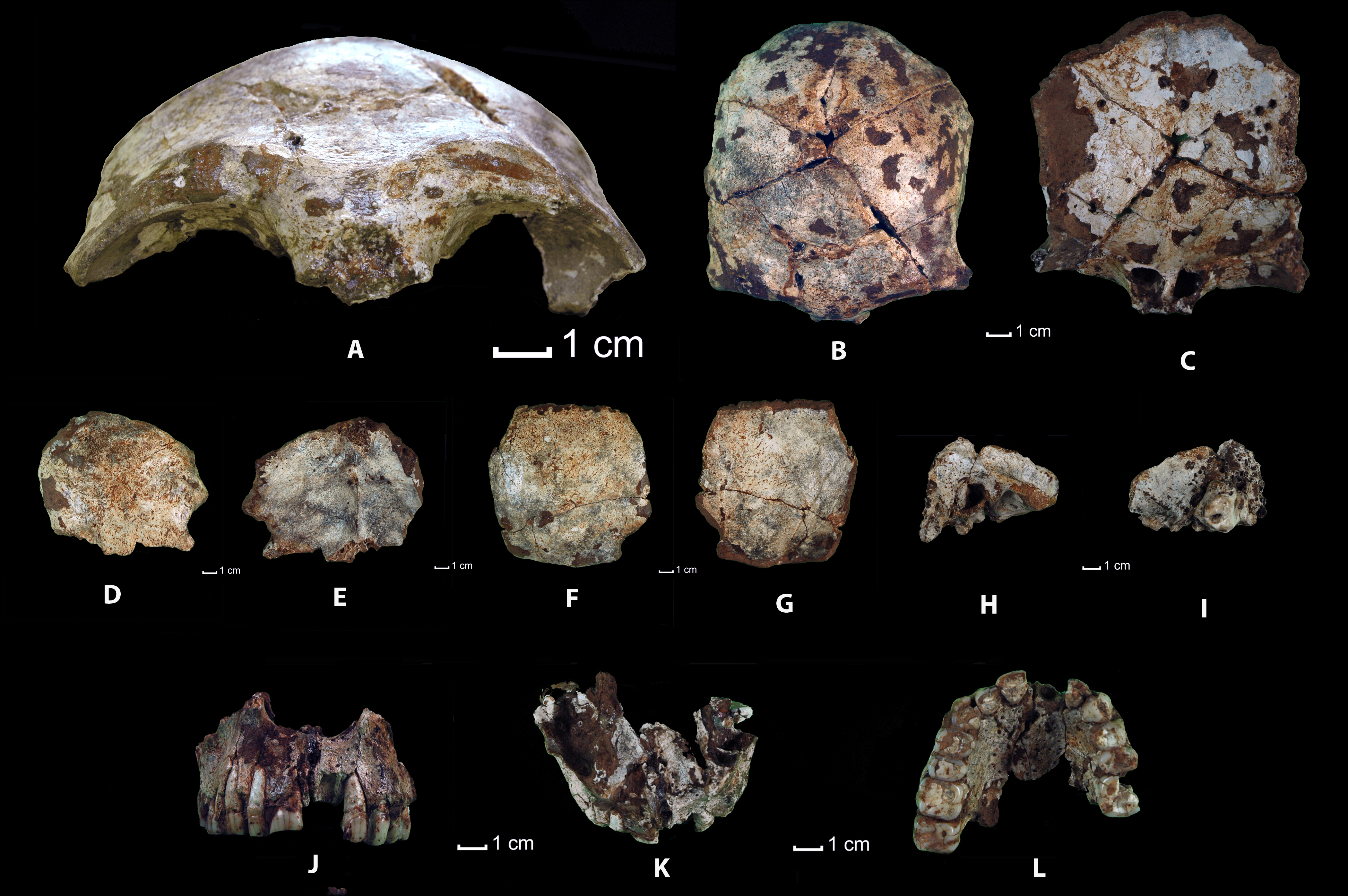
Hóa thạch TPL1
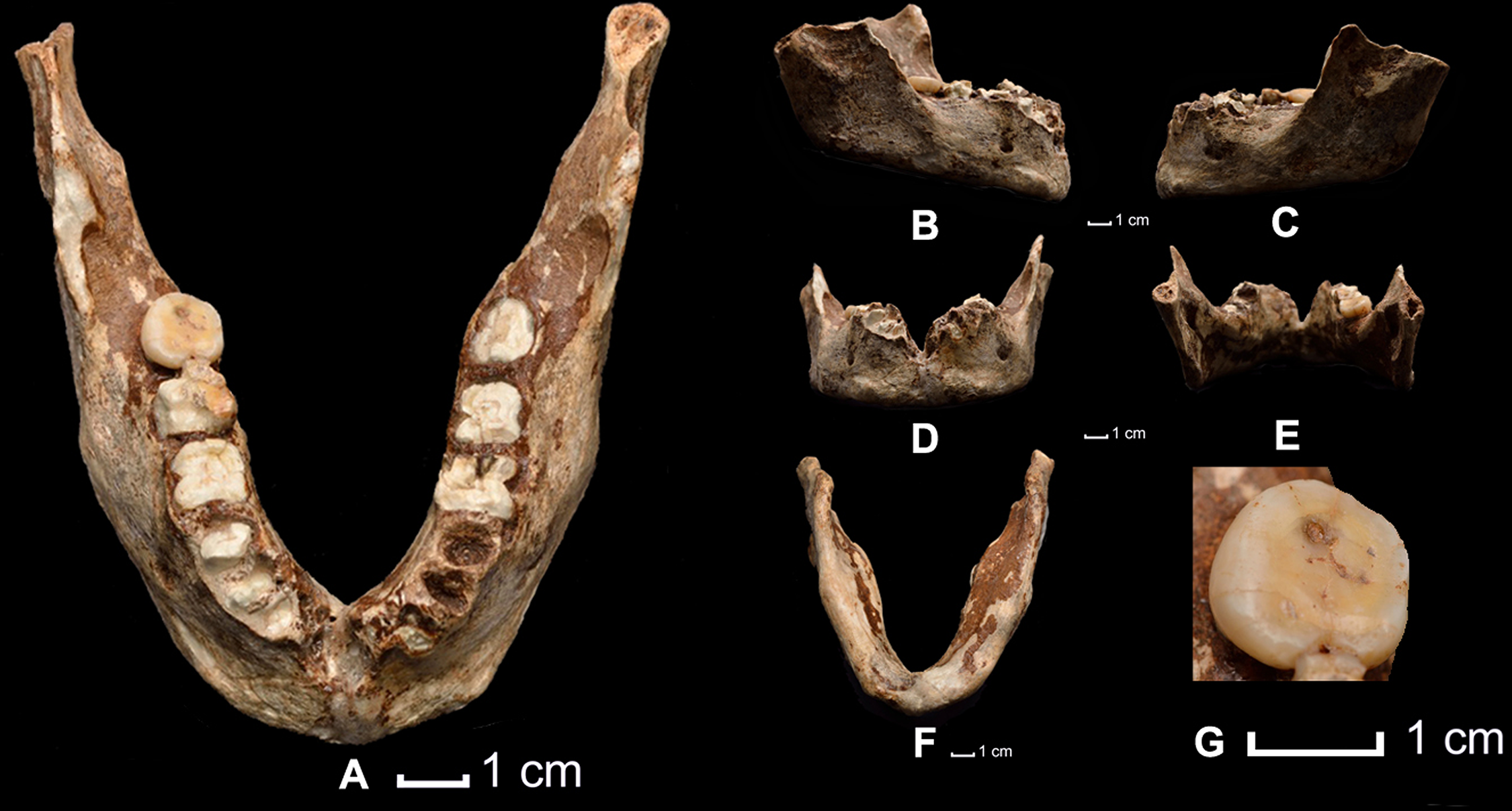
Hóa thạch TPL2